# Johann Schalk
Johann Schalk, někdy též Hans Schalk (19. září 1903, Kremže, Dolní Rakousy – 9. listopadu 1987 Štýrský Hradec, Rakousko), byl stíhacím esem a vysoce postaveným důstojníkem německé Luftwaffe za druhé světové války. Během 163 bojových misí dosáhl 15 vzdušných vítězství, z toho 4 v bojích na východní frontě a dosáhl hodnosti plukovníka (Oberst).

## Vojenská kariéra
Mladý Johann vstoupil v roce 1922 do rakouské armády. Již jako poručík (Leutnant) byl v roce 1928 zařazen do pilotního kurzu. V srpnu 1933 se stal velitelem stíhací eskadry a poté velel rakouské 1. stíhací skupině (Jagdgruppe 1). Brzy vešel v známost jako výborný akrobatický letec. Po anšlusu Rakouska v roce 1938 a po zařazení rakouského Bundesheeru do německé Wehrmacht byl zařazen jako velitel skupiny (Gruppenkommandeur) k IV./Jagdgeschwader 134 (IV. letka 134. stíhací eskadry). Jeho jednotka byla záhy přejmenována a stala se dne 1. května 1939 základem pro III./Zerstörergeschwader 26.
Během bitvy o Francii si nárokoval 5 vzdušných vítězství a dalších 6 sestřelů přidal za bitvy o Británii (z čehož byly 3 sestřeleny jeho zadním střelcem-radistou Scheupleinem). Byl prvním letcem německých vzdušných sil, který získal čestný pohár Luftwaffe a jako první pilot těžké stíhačky (ničitele) Messerschmitt Bf 110 Rytířský kříž železného kříže (11. září 1940).
Poté byl k 1. prosinci 1941 jmenován velitelem eskadry nočních stíhačů Nachtjagdgeschwader 3, které velel až do 1. srpna 1943. Následně v říjnu 1943 převzal velení nad stíhacím uskupením Jagdfliegerführer Deutsche Bucht, přejmenované později na Jagdfliegerführer 2.

## Vyznamenání
- Čestný pohár za zvláštní úspěchy v letecké válce[1] (21.08.1940)
- Rytířský kříž Železného kříže (05.09.1940)
- Železný kříž, I. třída
- Železný kříž, II. třída